# Poros (König)

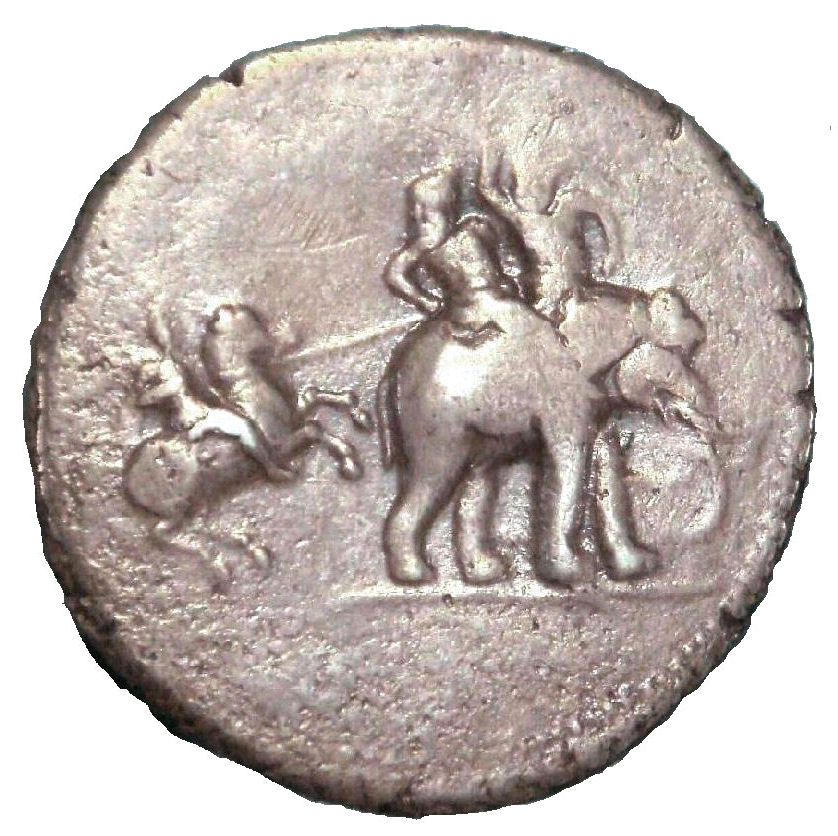
Poros (auf dem Elefanten) wird von Alexander auf dem Pferd angegriffen; in Erinnerung an seinen Sieg gegen Poros in Babylon geprägte Münze Alexanders, 322 v. Chr.

Poros (Puru; † 317 v. Chr.) war ein indischer König, der gegen Ende des 4. Jahrhunderts v. Chr. das Fürstentum der Paurava zwischen den Flüssen Jhelam und Ravi beherrschte. 
Wann und wo Poros geboren wurde, ist nicht bekannt. Er mag spätestens 370 v. Chr. geboren worden sein. Bevor Alexander nach Indien kam, hatte Poros eine eigenständige Machtpolitik betrieben. Er hatte sich mit Abisares verbündet, dem Fürsten von Kaschmir, und war mit Taxiles, dem Fürsten von Taxila, verfeindet. Mit Abisares hatte er ohne Erfolg versucht, einige unabhängige Stämme im Süden seines Reiches zu unterwerfen.
Poros wurde 326 v. Chr. von dem nach Indien vorgedrungenen Makedonenkönig Alexander dem Großen in der Schlacht am Hydaspes geschlagen, wobei Alexander Unterstützung von Poros’ Erzfeind Taxiles erhalten hatte. Die große Tapferkeit des während der Kampfhandlungen verwundeten Poros fand aber auch bei dessen Gegnern Anerkennung. Alexander söhnte sich mit diesem aus, beließ ihn in seiner Regierung und fügte dessen Reich sogar weitere Gebiete zu. Im Gegenzug wurde Poros zum treuen Klientelkönig, dem in der Konferenz von Triparadeisos 320 v. Chr. (oder bereits 321 v. Chr.) auch noch der östlichste Teil des Alexanderreiches zugesprochen wurde. Poros wurde 317 v. Chr. infolge der Wirren der Diadochenkämpfe vom makedonischen Militärstrategen Eudemos ermordet. Otto Stein nahm aber an, dass in den Quellen Aussagen zu Poros und Taxiles vertauscht wurden; demnach sei 317 v. Chr. nicht Poros, sondern Taxiles ermordet worden.
Poros ist nicht zu verwechseln mit dem gleichnamigen indischen König, der vor Alexander die Flucht ergriff und deshalb Poros ho kakos genannt wurde.

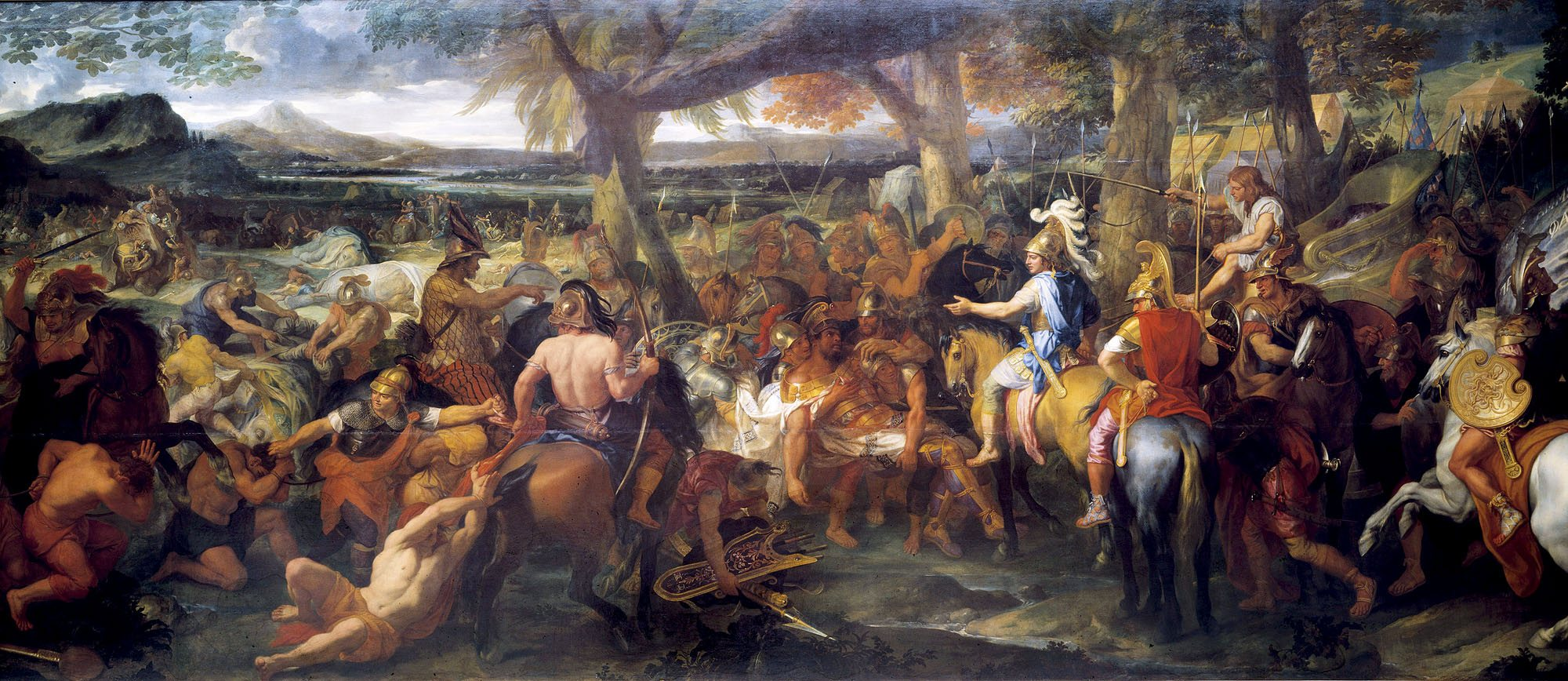
Charles Lebrun: Alexander und Poros, 1673. Beispiel für die Darstellung der Episode in der Historienmalerei.

Die Geschichte machte großen Eindruck auf die Nachwelt und ist bereits in der Antike verschiedentlich beschrieben worden, u. a. von Quintus Curtius Rufus. Die berühmteste neuere Bearbeitung ist Alessandro nell’Indie (1729) von Pietro Metastasio, die von zahlreichen Komponisten des 18. Jahrhunderts vertont wurde, darunter von Leonardo Vinci und Johann Adolph Hasse. Dieses Libretto ist auch die Grundlage für die Oper Poro (HWV 28) von Georg Friedrich Händel.